# Стшешево (Цехановський повіт)
Стшешево (пол. Strzeszewo) — село в Польщі, у гміні Гліноєцьк Цехановського повіту Мазовецького воєводства.
Населення — 133 особи (2011).
У 1975-1998 роках село належало до Цехановського воєводства.

## Демографія
Демографічна структура станом на 31 березня 2011 року:
|          | Загалом | Допрацездатний вік | Працездатний вік | Постпрацездатний вік |
| -------- | ------- | ------------------ | ---------------- | -------------------- |
| Чоловіки | 72      | 9                  | 55               | 8                    |
| Жінки    | 61      | 11                 | 36               | 14                   |
| Разом    | 133     | 20                 | 91               | 22                   |